# عباس عباسی
عباس عباسی (زادهٔ ۱۳۲۰ در میناب) نمایندهٔ حوزهٔ انتخابیهٔ بندرعباس در دورهٔ پنجم مجلس شورای اسلامی بوده‌است. وی پیش‌تر در دورهٔ چهارم نیز عضو این مجلس بود.